# Choňkovce (hrad)
Choňkovce (též Tibavský hrad) jsou zaniklý hrad ve správním území obce Choňkovce v okrese Sobrance v Košickém kraji na Slovensku. Nachází se v místech zvaných Hradzisko, na vrcholu jihozápadního výběžku hřebene Bralo, jeden kilometr severovýchodně od vesnice. Hrad vznikl pravděpodobně ve druhé polovině čtrnáctého století a už v první polovině následujícího století zanikl. Dochovaly se z něj zejména terénní relikty a nevelké fragmenty zdiva.

## Historie
Hrad byl založen nejspíše ve druhé polovině čtrnáctého století v krajině, která od třináctého století patřila rodu pánů z Michalovců a Starého. Jeho historie je spojena s nedalekou vsí Tibava. Hrad u Choňkovců převzal sídelní funkci Tibavského hradu u Podhorodi, který byl už roku 1337 pustý. Mladší hrad u Choňkovic po něm převzal i název. První písemná zmínka o něm pochází z roku 1418, v níž je uveden pod názvem Tiba. Nedostatek prostoru však neumožnil uspokojit rostoucí potřeby šlechty, a proto byl hrad brzy opuštěn a zanikl.

## Stavební podoba
Staveništěm hradu se stal hřeben s nadmořskou výškou 330 metrů. Dostatečnou ochranu delších stran poskytovaly strmé svahy, ale obě užší strany byly od okolí odděleny příkopy. Oba jsou vylámané ve skále a příkop na vstupní straně se obloukovitě stáčí, takže částečně chrání také severozápadní stranu hradního jádra. Přístupová cesta po mostě překonala severovýchodní příkop a vstoupila do nádvoří. Jedinou stavbou hradu byl protáhlý trojprostorový palác s polygonálně ukončenými čelními stranami a půdorysem o rozměrech 21,5× × 7,5 metru. Nevelké zbytky jeho zdiva dosahují šířky 1,35 metru. Podoba případného opevnění je neznámá.